# 加藤修甫
加藤 修甫（かとう しゅうほ、1935年11月9日 - 2012年4月16日）は、日本中央競馬会(JRA)に所属した調教師。1990年東京優駿（日本ダービー）優勝馬アイネスフウジン、1998年天皇賞（秋）優勝馬オフサイドトラップ等を管理した。1990年度JRA賞最高勝率調教師。千葉県市川市出身。日本大学農獣医学部獣医学科卒業。

## 経歴
1935年、日本競馬会中山競馬場に所属する調教師・加藤朝治郎の長男として生まれる。幼少期から父と同じく調教師を志し、日本大学在学中に調教助手免許を取得。卒業後、学友であった成宮明光と共にアメリカの生産現場を視察した後、父の元で助手となった。
1971年に調教師免許を取得。1973年、中山競馬場・白井分場に自身の厩舎を開業した。開業当初の勝利数は毎年一桁台と低迷していたが、1978年に14勝を挙げて初めて二桁勝利を記録。1980年にはジュウジアローが牝馬東京タイムズ杯に勝利、重賞初勝利を挙げ、この頃より成績が20勝前後で安定する中堅厩舎となった。同時期、管理馬の調教法として朝の運動に通常の倍近い時間を掛け、代わりに午後運動をさせないという独特のスケジュールを採用し、注目を集めている。
以後着実に重賞勝利を重ね、1989年12月、アイネスフウジンが朝日杯3歳ステークスを制し、GI競走初制覇を果たした。同馬は翌年、世界の競馬史上最多の入場人員を集めた東京優駿をレコードタイムで制し、加藤はプレストウコウで菊花賞を制していた父・朝治郎と二代のクラシック優勝を果たした。当年自身初の年間30勝、勝率では1割9分8厘を記録し、JRA賞最高勝率調教師を受賞した。1998年には、管理馬オフサイドトラップが三度の屈腱炎を克服して天皇賞（秋）を制し、修甫にとって最後のGI優勝となった。
以後重賞勝利から遠ざかりながらも毎年二桁以上の勝利数を保ち、2006年2月を以て定年により調教師を引退した。活動中、馬のみならず厩舎に所属する騎手に最大限の機会を与える姿勢を貫き、安田富男、中舘英二、南田雅昭といった騎手を育てた。
2012年4月16日に逝去。76歳没。

## 通算成績
| 通算成績 | 1着 | 2着 | 3着 | 4着以下 | 出走回数 | 勝率 | 連対率 |
| -------- | --- | --- | --- | ------- | -------- | ---- | ------ |
| 平地     | 524 | 477 | 490 | 3,590   | 5,081    | .103 | .197   |
| 障害     | 24  | 11  | 16  | 83      | 134      | .179 | .261   |
| 計       | 548 | 588 | 506 | 3,673   | 5,215    | .105 | .199   |

※数字は中央競馬のみ
- 初出走：1973年3月21日中山競馬第8競走 トウコウアコ（13着）
- 初勝利：1973年4月15日中山競馬第6競走 トウコウアコ（延4頭目）

### 主な管理馬
※括弧内は当該馬の勝利重賞競走、太字はGI級競走。斜体は地方競馬の指定交流重賞競走。
- ジュウジアロー（1980年牝馬東京タイムズ杯 1981年新潟大賞典、毎日王冠 1982年京王杯オータムハンデキャップ、カブトヤマ記念）
- アサヒテイオー（1983年日経賞）
- ピーチシャダイ（1985年東京障害特別・春）
- ミュゲロワイヤル（1988年共同通信杯4歳ステークス）
- アイネスフウジン（1989年朝日杯3歳ステークス 1990年東京優駿など重賞3勝）
- カリブソング（1990年フェブラリーハンデキャップ、1991年金杯・東、目黒記念 1994年ブリーダーズゴールドカップ）
- オフサイドトラップ（1998年天皇賞・秋など重賞3勝）
- マルゴウィッシュ（2003年新潟ジャンプステークス）

その他管理馬
- アサヒエンペラー（1986年皐月賞3着、東京優駿3着 1987年天皇賞・春2着）
- アサヒライジング（加藤の定年引退後、古賀慎明厩舎に転厩。クイーンステークス勝利など）

## 主な厩舎所属者
※太字は門下生。括弧内は厩舎所属期間と所属中の職分。
- 安田富男（1981年-1985年 騎手）
- 中舘英二（1984年-1998年 騎手）
- 南田雅昭（2003年-2006年 騎手）

## 脚註
1. ↑  加藤修甫元調教師が死去 ラジオNikkei 競馬実況web 2012年4月17日閲覧